# 维钦托利
维钦托利（约前82年－前46年），又译韦辛格托里克斯，是高卢阿维尔尼人的部落首领，曾领导高卢人对罗马统治的最后反抗。
维钦托利是阿维尔尼首领之子，在高卢战争末期，他领导高卢人民试图将入侵的凯撒及其军队赶出高卢，並曾擊敗過尤利烏斯·凱撒。在前52年的阿莱西亚之战中败北，随后被押送罗马关押，并在前46年凯撒庆祝胜利仪式期间处决。
他被遗忘直至19世纪时期，他作为高卢世界代表的形象在拿破仑三世时期得到了广泛强调；然后，作为法德对抗的一部分，他在当时史学的重要部分体现了法国最高级别的神话和民族人物。1870年至1950年间，一代又一代学童所了解的法国历史使他成为国家的第一任领导人。

## 名字
普鲁塔克在《希腊罗马名人传》中关于凯撒的传记里，将他的名字记为“Ουεργεντοριξ”（Ouerguén'torix）；斯特拉波则写为“Ὀυερκιγγέτοριξ”（Ouerkiggétorix）。但无论凯撒本人，还是众多硬币铭文，都记载了准确的名字写法“VERCINGETORIXS”。罗马历史学家弗罗鲁斯认为，他的“名字似乎是为了制造恐怖”。
19世纪“重新发现”高卢人和维钦托利后很长一段时间里，一直有学者质疑“维钦托利”是否真的是人名，亦或该词只是一个头衔，在阿尔维尼语言中意为“酋长”。例如，在儒勒·米什莱的《法国史》中，“维钦托利”一词前就加上了定冠词"le"。因此有学者推测，在高卢历史上，可能会有多位国王拥有这一头衔，这就可以解释为何带有该铭文的高卢硬币的相对更多。然而这一理论的问题在于，维钦托利在称为国王之前就已经有了这个名字。
无论是名字还是头衔，凯尔特语学家皮埃尔·伊夫·朗贝尔指出，“维钦托利”的含义是：“伟大的步兵之王”。Veros在前缀中缩写为ver（维），意思是“大”；Rixs（利）的意思是“国王”。Cingetos（钦托）既指“步行者”又指“战士”，因此指“步兵”（步兵含义可能是通用的）。连起来就是“伟大的步兵之王”也就是将军、大元帅。

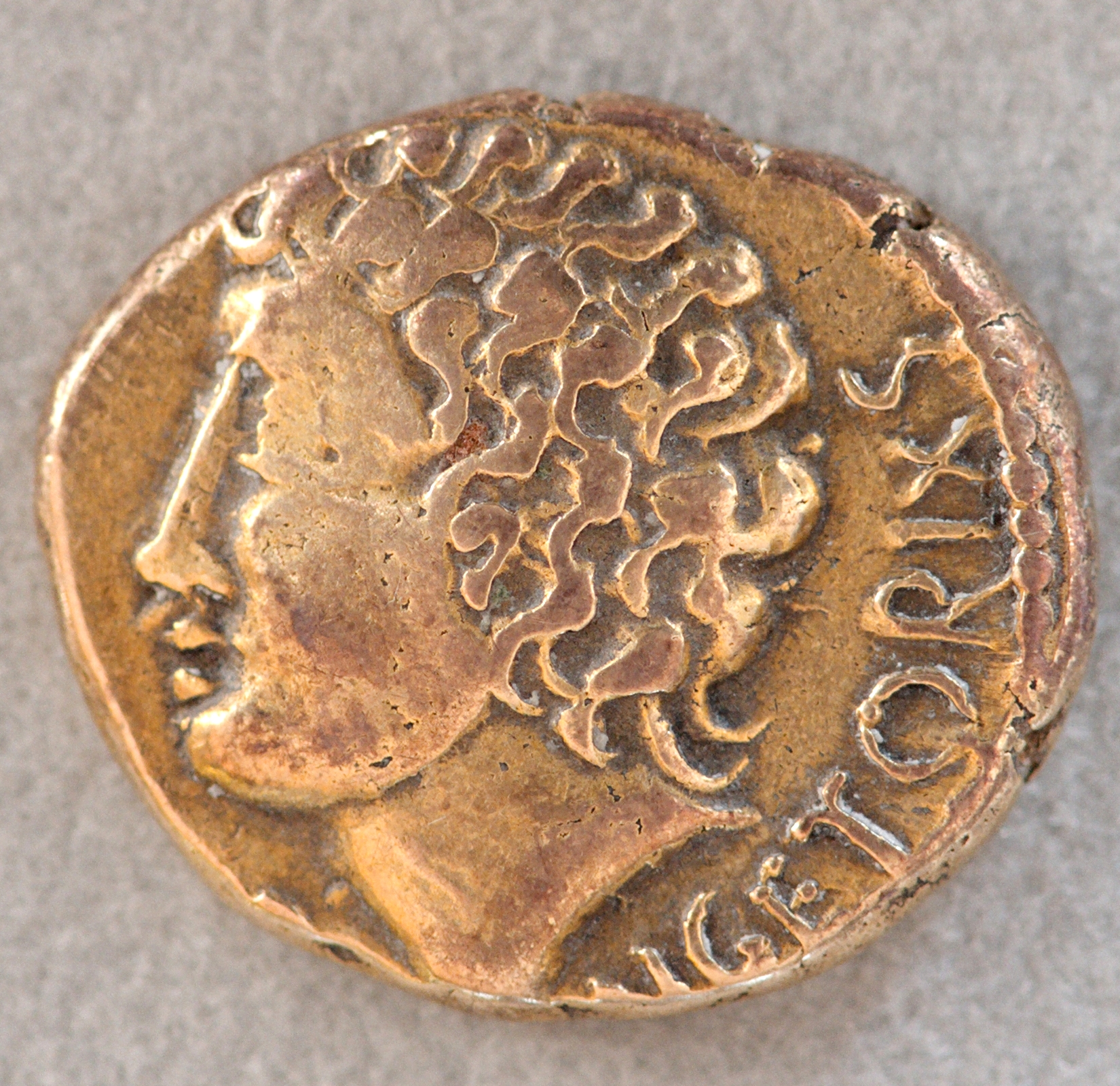
法国国家图书馆博物馆收藏的金斯塔特上的维钦托利头像

读音方面，朗贝尔还认为，这个单词中的拉丁字母“X”发音清軟腭擦音/x/（音为汉语拼音的h或注音符号的ㄏ），类似于东方希腊语中Χ的发音（东方希腊语Χ读清軟腭塞音/kʰ/，/ks/则写为Ξ；现代拉丁字母X读/ks/，源于西方希腊语中Χ的发音），而希腊字母则可以确定是通过福西亚人（东方希腊人）传到高卢的。

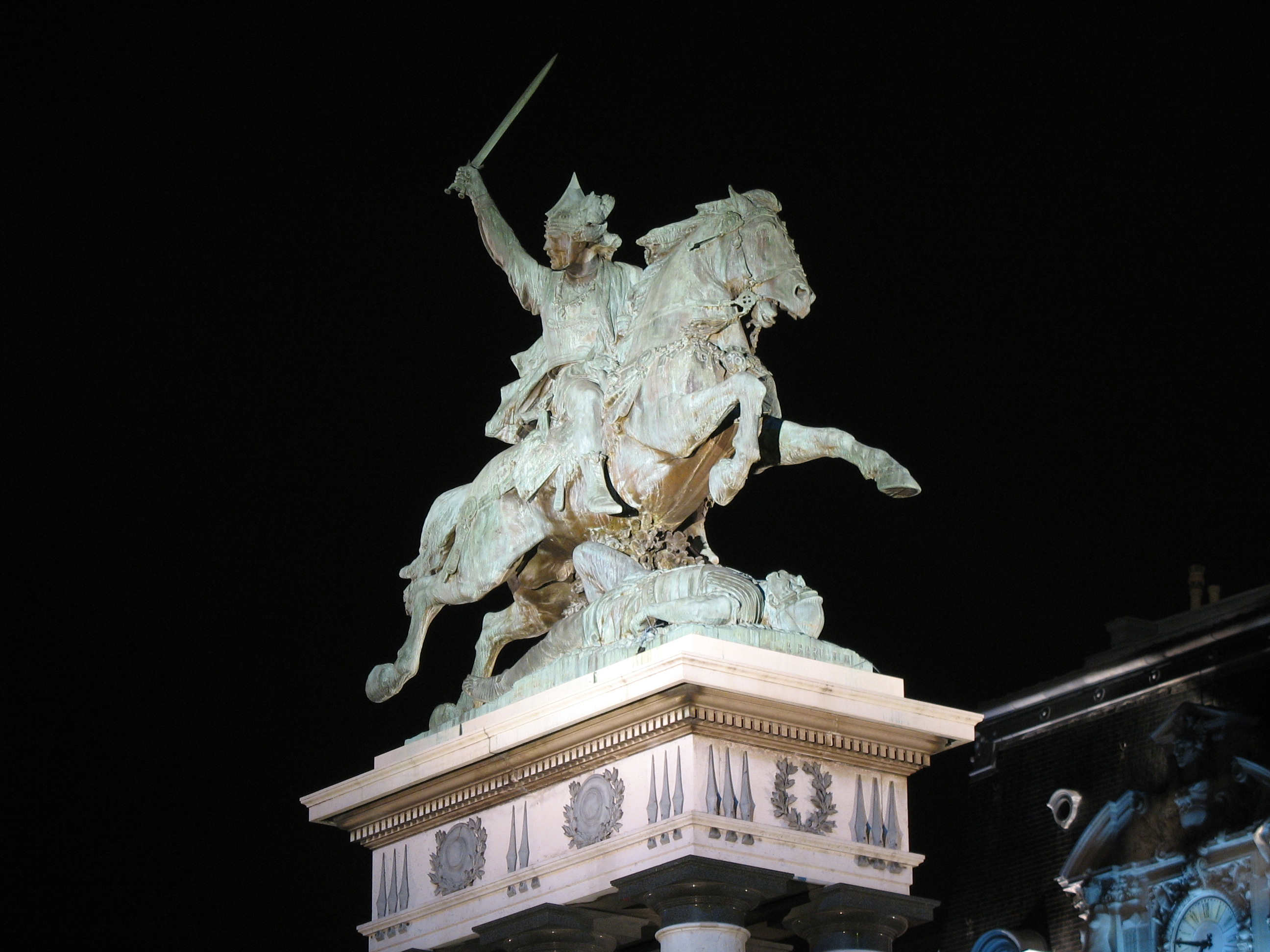
法国克莱蒙费朗市内的维钦托利骑马铜像，弗雷德里克·奥古斯特·巴托尔迪作

Maigréad Ní C. Dobbs在研究爱尔兰《伦斯特之书》等古代族谱时，发现了Ferchinged/Ferching这一爱尔兰人名，年代不早于5世纪，与Vercingetorixs显然是同源词。Dobbs认为古爱尔兰有大量fer开头的名字，因此不太可能是外来词；但也不排除是这一伟大高卢国王的名号传到了爱尔兰，被爱尔兰人用来取名。
有理论认为，高卢人会在社会身份变化时，或至少在成年时，会取一个新名字取代出生名。维钦托利的名字含义与其地位一致，是支持这一理论的重要论据之一。（同样名字与身份相符的高卢人还有Critognatos和 Bratronos（出自高卢语铭文））根据这一假设，高卢人可能在出生时只拥有类似于冰岛式父名系统的名字（例如Bratronos被称为Nantonicnos，意为Nantonios之子）。根据这一假设，维钦托利可能出生名是Celtillicnos（意为Celtillos之子），在领导反罗马起义之后，获得了新名字或头衔，即“维钦托利”。

## 生平

### 一手来源
关于维钦托利生活的历史文献很少，需要批评和解释，特别是根据考古学。除了凯撒的同时期叙事之外，它们主要归功于在事件发生后很长时间写作的作家，包括斯特拉波、普鲁塔克、弗罗鲁斯总结蒂托·李维和卡西乌斯·狄奥。因此，维钦托利最为人所知的是尤利乌斯·凯撒（Julius Caesar）在其战役中为罗马元老院撰写的关于高卢战争的评论，并在阿莱西亚最终战胜高卢人后汇编。与维钦托利相关的所有要素都包含在《评论》的第七卷中。
然而，在过去四十年中，高卢罗马法国考古学的重大进步为更好地理解人物及其背景提供了大量元素。

### 起源

#### 出生
根据斯特拉波的说法，维钦托利可能出生在奥弗涅，靠近日尔戈维亚。人们还可以想到斯特拉波提到的内莫索斯镇，它有时被推测为今天的克莱蒙费朗，但最近的考古发掘似乎揭示了奥弗涅的首都不是在克莱蒙费朗，而是在科朗。它们揭示了利马涅地区的特殊城市化及其多中心发展；在尤利乌斯·凯撒的时代，似乎有三个设防的城市共存：日尔戈维亚、贡多勒和科朗。然而，可能会有新的发现。
他的出生日期也不得而知，除非从凯撒的文本中推断出，该文本提到了公元前52年的维钦托利是一名成年人。在罗马法中，30岁以下的人可以推断出他出生于公元前80年左右:278，按照惯例也保留了公元前82年出生的可能性。
维钦托利是阿维尔尼贵族塞尔蒂洛斯的儿子，阿维尔尼是最强大的高卢民族之一，在公元前2世纪末反对罗马。据报道，他的父亲因试图为自己的利益恢复王权而被阿维尔尼贵族处死（Principatum Galliae Totius）。王权制度在公元前120年被废除，取而代之的是贵族制度。公元前，罗马强加了征服者的条件，并俘虏了奥朗日附近最后一位战败的国王比图伊托斯。这种对君主制的拒绝无疑与对谴责与罗马签订的条约的恐惧一样重要，罗马是60年来人民和平与利益的源泉。

#### 罗马人的盟友
根据塞尔什·勒维永的说法，维钦托利可能和当时的许多高卢贵族一样，在拿起武器反对凯撒之前与凯撒打过交道；他能够向他发送关于高卢局势的报告；这可以解释为什么凯撒形容维钦托利是一种狡猾的性格；对于梵尚·吉沙尔来说，维钦托利是一个饱受折磨的高卢人，一个最终反抗的凯撒麾下军官。克里斯蒂安·古迪诺在评论一个传统时说，维钦托利希望得到凯撒的宽恕，“因为他们是朋友”，他解释说，维钦托利一定是罗马人的盟友领袖，因为凯撒有很多盟友；而他选择背叛，因此被处决了。

### 高卢战争

#### 公元前1世纪的高卢

红色代表爱杜依人的区域，暗红色代表爱杜依人的盟友，灰色代表爱杜依人的敌对势力——阿维尔尼人和赛夸尼人

在公元前61年索洛尼翁战役中，阿洛布罗基人战败，纳博讷最终被征服。而阿基坦、比利时高卢和凯尔特高卢，被一些罗马作家称为“长毛高卢”，与其他高卢民族完全格格不入-仍然是独立于罗马的领土。凯撒当时是山南高卢和山北高卢（纳博讷）的总督。“高卢地区分为三个部分，”他写道：阿基坦、凯尔特和比利时。
罗马人在公元前125-122年跨越阿尔卑斯山征服法国南部，许多贸易条约概述了高卢与罗马的重要联系。高卢由60多个民族组成，其中一些非常著名，如阿维尔尼人、爱杜依人、塞夸尼人和雷米人。总的来说，这些领土人口稠密，约有1000万居民。
自公元前2世纪中期以来，特别是在罗马征服南法之后，爱杜依人宣誓效忠罗马，并与罗马建立了非常牢固的商业、政治和军事联系。传统上，统治中央山丘的强大部族阿维尔尼人反对罗马，零星冲突一直持续到公元前121年阿维尔尼人战败。:169-171

#### 高卢战争
公元前58年，维钦托利是一个30岁以下的年轻人（拉丁语中的成年人），贵族出身，处于战斗年龄，当时凯撒以迁移海尔维第人到桑通日为借口，在阿里奥维斯图斯的日耳曼人日益增长的压力下，率领他的罗马军团和高卢盟军特遣队入侵高卢，以帮助罗马的传统臣民爱杜依人，后者当时受到日耳曼人的威胁。他想让高卢人民服从罗马的权威，为他的荣耀服务，并没收他们传奇般的财富。
维钦托利随后接受了兵器训练，像许多贵族的儿子一样，可能在这个时间段加入凯撒的军事随行人员，成为其中一名contubernales（“帐篷同伴”）。他可能是由阿维尔尼人自由地送到凯撒身边并率领一支高卢骑兵中队，而不是像卡西乌斯·迪奥在描述他们的友谊时所提议的，维钦托利作为人质（罗马通常的做法是确保被要求作为人质的国家的忠诚或中立）。两位著名历史学家扬·勒·博埃克和保罗·马丁认可了维钦托利身为尤利乌斯·凯撒前骑兵军官的论述。凯撒训练他学习罗马战争策略，以换取他对国家和“长毛高卢”实践的合作和知识。他将是根据公元前120年签订的协议征用的阿维尔尼骑士团的指挥官。

凯撒高卢战争的行进方向

高卢战争开始并持续了六年多，凯撒成功地带领罗马军团越过莱茵河进入布列塔尼（现在的英国）。它包括每年针对不服从部落的诸多战役。
公元前58年，凯撒决定进行干预，以防止阿里奥维斯图斯的日耳曼人威胁高卢的和平，在阿尔萨斯的米卢斯附近击败了他，并在莱茵河上的高卢人和日耳曼人之间建立了几个世纪的边界。没有罗马人的支持，他们再也不能过河在高卢地区定居。:171
公元前57年，凯撒率领军队快速朝着东北方向移动，并决定与在埃纳河畔集结了大量士兵的贝尔盖人（比利时人）作战。他把自己关在自己的营地里，等待着看到不团结产生效果，然后他面对博多格纳托斯的内尔维人，然后是贝洛瓦克人接连取胜。印象深刻的是，阿摩里卡依次屈服。高卢被征服，战争结束，罗马用十天的狂欢来庆祝英雄。:172
然而，凯撒仍然留在高卢，从公元前56年开始必须面对不断兴起的抵抗，特别是对税收的抵抗，以及强大的莫尔比昂维纳特人及其在阿摩里卡和海峡对岸的盟友布列塔尼人的叛乱。对维纳特人的惩罚是无情的，精英被压制，人民被奴役。
在公元前54-53年的冬季，默兹河埃布龙人的一次新的叛乱成功地消灭了一个军团，迫使凯撒动员了大约十个军团，他毫不犹豫地几乎消灭了这个部族。零星的叛乱，如卡努特人或塞农人的叛乱，在53年春天爆发。卡努特人在奥尔良屠杀了罗马商人，塞农人首领阿科（Acco）受到酷刑，凯撒的副官拉比埃努斯（Labienus）击败了特雷维里人。:275
公元前53年冬天，凯撒抵达山内高卢（意大利北部），这是他的军事指挥部之一。高卢人知道罗马发生政治危机，正在尝试新的起义。维钦托利现在是他的对手:65。

### 公元前52年高卢起义首领维钦托利

#### 夺取权力
维钦托利想利用罗马在公元前53年帕提亚人粉碎克拉苏军团导致罗马经历的非常困难的局面，第一次三巨头同盟的结束，以及在厌倦了这些年战争的高卢人中酝酿的不满情绪，维钦托利摒弃了与罗马的联盟，再次要求独立，这对他的父亲来说是致命的：
对失去独立的怨恨和对罗马统治的厌倦使高卢迅速发展，而且每天都变得更加强烈，因为这种统治每天都变得更加压迫。
在公元前53-52年的冬天，罗马商人在奥尔良被卡尔努特人屠杀。在这一事件后，维钦托利在阿维尔尼人中掌权，并成为反罗马派的领导人，特别是由于他的演讲艺术在高卢人和他接触过的罗马人中都很受欢迎。在公元前53年末和公元前52年初，几个与罗马人结盟的传统高卢军队开始叛逃，并在维钦托利的旗帜下集结:288。

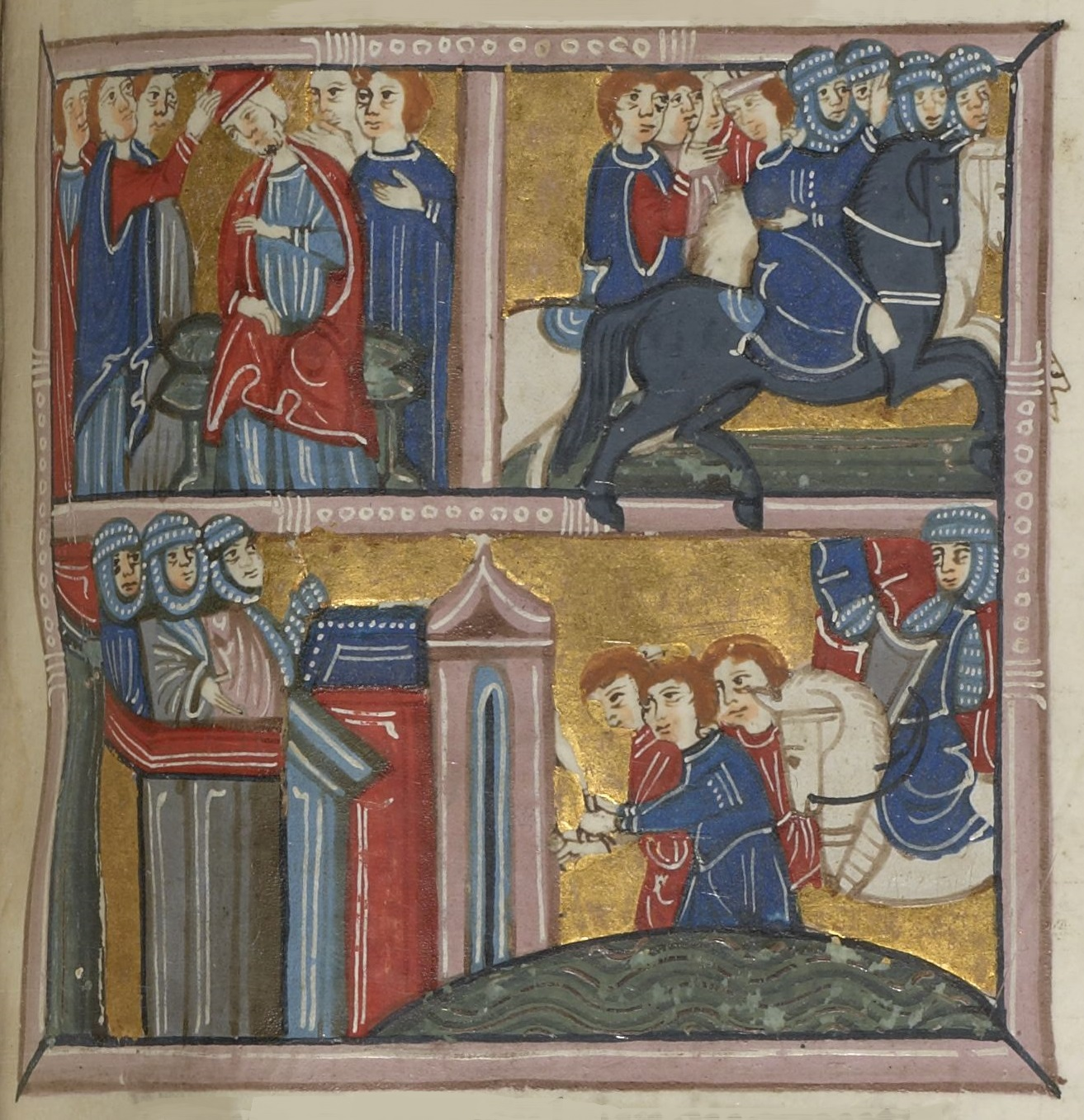
对维钦托利骑士加冕和阿莱西亚围攻战的时代错置（中世纪）描绘

根据凯撒的说法，奥尔良屠杀之前高卢人举行了“在卡尔努特树林中”的秘密会议。在会议上，高卢整体起义的计划似乎已经制定。然而，凯撒没有指出出席这次会议的任何高卢人的名字。根据古蒂诺的说法，“这些语句必须非常谨慎地阅读”，凯撒的叙述形成一个类似于撒路斯提乌斯描述的喀提林阴谋的经典桥段。无论如何，奥尔良大屠杀直接让维钦托利出现在凯撒的记叙中。正如我们所看到的，维钦托利声称拥有强大的政治地位，可能与他父亲的立场相似。根据凯撒的说法，他召集了诸多武装追随者：
效仿的例子是：塞尔蒂洛斯的儿子维钦托利，阿维尔尼人，一个年轻人，他是该国最有权势的人之一，他的父亲拥有高卢帝国，因为渴望成为皇室成员而被他的同胞杀害，他召集了他的追随者，毫不费力地煽动他们。
但维钦托利与阿维尔尼贵族寡头发生了冲突，他的叔叔戈班尼提奥为首，他可能负责处决维钦托利的父亲，并将他赶出城市。叔叔和侄子之间的这种对立并非偶然：对塞尔日·勒维永来说，这是由高卢的亲属关系体系决定的，其中“亲属关系最好涉及母亲一方，即亲属关系体系中最复杂的部分，但也产生了最灵活和最有效的交换公式”。因此，戈班尼提奥反对维钦托利有政治原因，但也可以通过亲属关系系统的人类学来解释。
维钦托利被驱逐出日尔戈维亚，在农村集结军队，几天后返回，动员人民，成为真正的最高指挥官：他加冕为国王，并向高卢的主要部族派遣使者。根据罗宾·西格尔的说法，凯撒在这篇关于夺取权力的叙述中使用的词汇对他的罗马读者来说非常有内涵和意义：他选择的词语非常熟悉，但也吸引了这些读者的预期反应：维钦托利被描绘成一个拥有巨大权力的人，但描述他的乡村支持者的短语使用了在罗马参议员眼中可能会使他名誉扫地的术语：凯撒的术语实际上是在同一时期用来描述喀提林或克洛狄乌斯支持者的术语：因此，凯撒否认维钦托利的任何政治合法性，并将他描绘成一个危险的人。

#### 维钦托利的策略
在整个前53年，维钦托利展示了真正的军事和政治天赋，并为最有才华的罗马战略家之一提供了关注。他的行动有两种形式：他利用焦土政策，以骚扰战争的形式组织抵抗（高卢地形非常适合这场战争），因为他意识到罗马军队非常依赖后勤补给，
他努力联合尽可能多的高卢部落对抗尤利乌斯·凯撒。
公元前52年1月，他在高卢各部族中设立了多个联络点，试图团结他们，并毫不犹豫地通过交换人质来保证联盟。他试图将自己介入罗马人的盟友爱杜依人（位于现在的索恩-卢瓦尔省），或者至少使他们中立。他派遣他的一个盟友卡杜尔卡·卢克特里奥斯（Cadurchus Lucterios）前往南部的纳博讷，并在那里成功地找到鲁特尼人及其盟友。因此，纳博讷地区受到直接威胁。维钦托利自己成功地为自己的事业争取到了爱杜依联盟常驻成员比图里吉人。他很快促成了高卢中部和西部人民反对总督的联盟。:291
凯撒意识到高卢起义迫在眉睫的危险，中断了他在西阿尔卑斯山的逗留，并于1月底赶赴纳博讷，以恢复信心。在一次大胆的战术行动中，他穿越了积雪覆盖的塞文山脉，威胁着阿维尔尼国家，并从那里迅速到达了更北的阿格丁库姆（桑斯）。2月，他在那里找到六个军团，他们在冬季驻扎，以对抗蔓延到高卢中部的叛乱。另外四个军团仍然分布在特雷维里和日耳曼人边境。

#### 前52年春季的战役
维钦托利实施了他的战略：避免与军团的直接对抗，通过制造“连续的固定脓肿”并通过焦土政策消除其以居民为食的所有能力，通过追逐耗死罗马军队:322。
维钦托利看到凯撒集中力量，他重新开始进攻，面对与罗马结盟的波伊人，尤其是爱杜依联盟的成员，考验了他的力量，挑战唯一反抗他的高卢部族。他把阵势放在戈尔戈比纳（桑塞尔附近）的城堡前面。但尤利乌斯·凯撒的战略天赋和智慧使他能够受益于波伊人、雷米人（兰斯地区）以及最重要的爱杜依人的后勤援助，与所有长期不愿加入阿维尔尼军队和高卢联盟的人达成协议。
因此，凯撒在穿过被蹂躏的布里（Brie）后，成功地占领了凯纳布姆（奥尔良）市，他抢劫并焚烧城池，然后穿过了索洛涅（Sologne），并围攻未被烧毁的阿瓦里库姆（布尔日）。人们想知道高卢人保护这座城市的原因，因为在此之前不久，有20多座比图里吉城市被烧毁。凯撒说，维钦托利被想要保护这座城市的比图里吉贵族舍弃了。克里斯蒂安·古迪诺在总结史学辩论时，倾向于维钦托利的一种蓄意策略，他希望“定置”军团：将他们暴露在高卢人的消耗战中，在一个被认为坚不可摧的地方进行长时间围攻，以便在他们充分削弱时更好地摧毁他们。
由于凯撒出色的围攻技巧，这一策略失败了，尽管气候不适宜，但他毫不犹豫地创建了一个由他的军团根深蒂固的营地，并在数周后成功地攻破戈尔戈比纳。成千上万的守卫者被消灭:297。

#### 爱杜依联盟的终结（前52年4月-5月）
维钦托利要求不同的部族为他提供士兵……类似的措施使他能够弥补阿瓦里库姆的损失。尼蒂奥布罗格斯（阿让附近）国王特乌托马托斯（Teutomatos）的父亲从参议院获得朋友的头衔，他带着一支强大的骑兵和雇佣兵队伍来到阿基坦加入他的行列。
虽然阿瓦里库姆的陷落无疑是维钦托利的挫折，但他的部分战略即将成功：军团逐步陷入困境，尤其是罗马的盟友开始改变立场。对凯撒更具威胁性的是，爱杜依人似乎即将加入高卢联盟。事实上，科托斯（Cotos）领导的亲罗马派失去了权力，取而代之的是康维克托利塔维斯（Convictolitavis），这是一个强大的家族，就像公元前55年凯撒处死的前爱杜依领袖杜姆诺里克斯（Dumnorix）一样。在几周内，犹豫不决的爱杜依人转向支持维钦托利。
与此同时，其他的联盟部族，如帕里西人和塞农人起义，迫使凯撒派遣拉比埃努斯和两个军团恢复秩序。:299

#### 日尔戈维亚的胜利，前52年6月

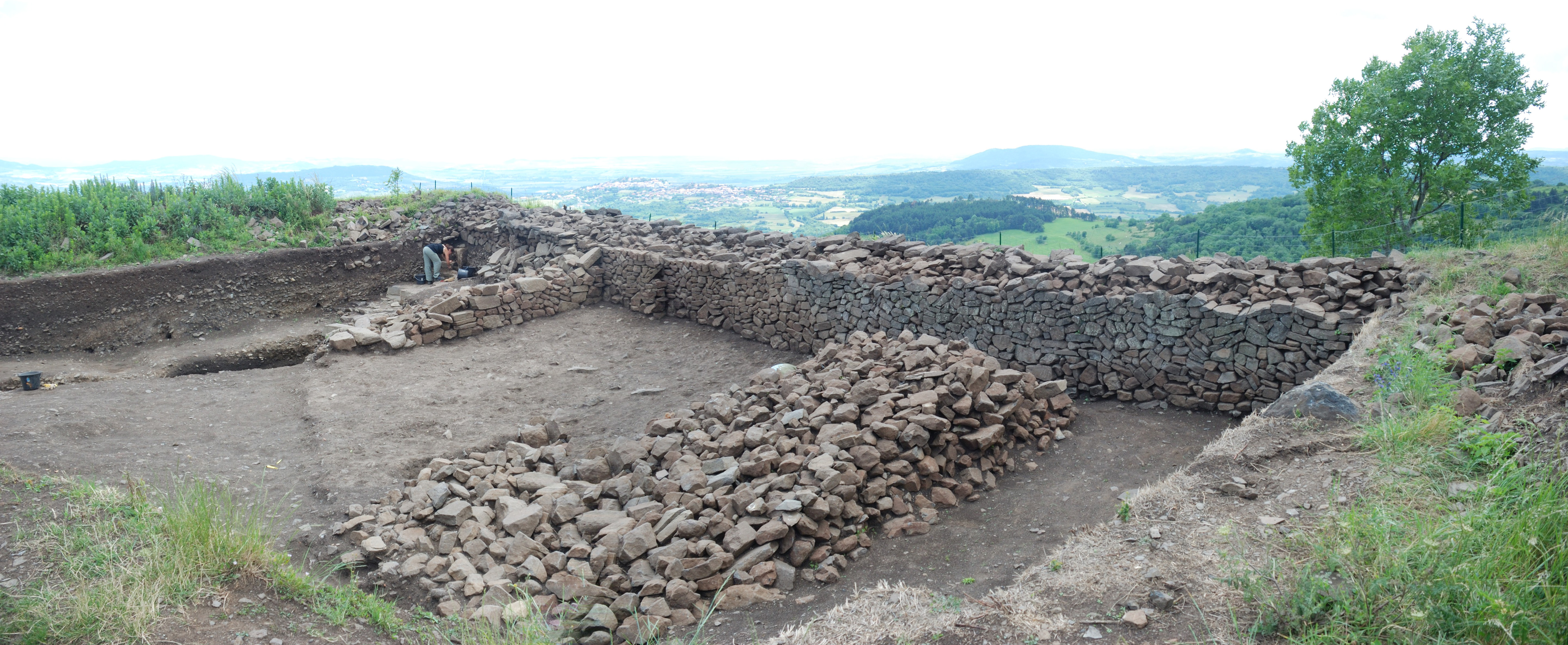
日尔戈维亚城堡的城墙

然后，维钦托利沿着阿列河右岸北上；凯撒在左岸追赶他。
维钦托利贯彻他的战术，将自己布阵在日尔戈维亚，靠近现在的克莱蒙费朗。凯撒在他的评论中声称，他实现了“击退高卢人的狂妄，恢复本方人的勇气”的目标，同时将他的损失限制在700名军团士兵，而其他作者则报告了凯撒令人不安的挫折：普鲁塔克说，“一切都很好，直到爱杜依人出现在战场。他们加入叛军，导致凯撒的军队中出现深深的沮丧。因此，他选择拔营。”:304
凯撒向西北方行进与拉比埃努斯的军队会合，镇压塞农人的叛乱。与此同时，叛乱正在蔓延。维钦托利成功地恢复了他作为阿维尔尼首领的头衔，并团结了爱杜依人支持他的事业。他试图将他们派遣至罗马省份，以完成破坏凯撒后方稳定的任务，但他未能成功。
维钦托利在比布拉克特成为高卢联盟的战争首领。大部分高卢民族在其历史上第一次统一。他可能想最终击败凯撒，并相信他的优势，尽管他可能有一半军队尚未到达（他们将组成阿莱西亚之战的后备军）。

#### 阿莱西亚的投降，前52年9月
尤利乌斯·凯撒重新集结了他的军队，组建了12个新的军团，超过50,000人，但他失去了所有的高卢辅助部队。他试图夺回罗马省份，然后是意大利北部。维钦托利不想让他逃脱，因此派遣他的骑兵在距离阿莱西亚几公里的地方与凯撒的日耳曼骑兵作战：这场战斗对日耳曼骑兵有利。:306
维钦托利将高卢军队（根据凯撒的说法是有80,000名战士）聚集在曼杜比人的奥皮杜姆阿莱西亚。他要求所有高卢人提供增援。这支大规模救援部队，根据凯撒的说法，它将达到250,000多名骑兵和步兵。

《19世纪民族主义史学》当中反应维钦托利向凯撒放下武器投降的画面，收藏于勒皮的克罗扎蒂耶博物馆

与此同时，凯撒将他的十个军团部署在周围的营地，并在堡垒周围建造了一座巨大的双层防御工事，以防止高卢人外逃和补给，并保护自己免受外部高卢军队的攻击。:312
维钦托利在大约40天的围困后被击败，他的部队因饥饿而陷入绝境。高卢增援部队最终抵达，发动了一系列由莱摩维斯人或爱杜依人首领领导的袭击：罗马人接近投降的状态，但围困没有被打破，公元前52年9月25日或者9月26日晚上发生了月食，这场月食除了阻碍军事行动外，还使维钦托利的部队士气低落，月食被高卢人视为不祥事件，这是阿兰·戴伯和大卫·罗梅夫在《阿莱西亚围攻的最后日子》一书中的论述。
在高卢领导人派遣谈判代表处理投降问题后，凯撒作出回应，要求在其军队撤出的第二天，即公元前52年9月27日，交出武器和领导人。根据几位作者的说法，维钦托利被交给了他（Vercingetorix deditur，arma proiciuntur，“一个人献出维钦托利（或“维钦托利自我献出”）根据神话，他在奉献行为中献出了自己的生命，以换取阿莱西亚幸存者的生命。高卢人被解除武装，离开城堡，然后被俘虏:327。根据普鲁塔克的说法，阿维尔尼首领在仪式上绕着舞台旋转，胜利者站在他的贵人凳（sella curulis）上，然后踏上地面，一言不发地将武器（剑、投枪和头盔）和装饰品（圆牌、饰环）扔到脚下。根据迪奥·卡西乌斯（Dion Cassius）的说法，高卢首领跪在凯撒的膝盖上，向他祈祷，向他伸出双手。根据弗洛鲁斯的说法，维钦托利跪下伸出双手说：“看，”他说，“你（凯撒）赢了，你，最勇敢的人，一个勇敢的人！（可能是虚构的引用）。因此，这一场景被呈现为一种献祭仪式，凯尔特人和日耳曼人都很好地证明了这一点。
亨利·马丁（Henri Martin）领导的19世纪法国民族主义史学依赖于普鲁塔克的美化版本，将这一经典的投降仪式视为一位英勇的年轻高卢首领对悲惨命运的牺牲，同时抹去了胜利者凯撒的形象，他怨恨无情：高卢首领骑着白马离开阿莱西亚，穿过罗马防线，和排成一排的部队进入罗马营地。站在凯撒面前，他轻蔑地（最后的挑战）将武器扔到胜利者的脚下，成为埃皮纳勒的形象。
克里斯蒂安·古迪诺强烈反对这种情况，他认为这种情况不切实际。将阿莱西亚投降的故事与公元前57年阿杜亚都契人投降的故事进行比较。他假设维钦托利在凯撒提到的外交交涉后被解除武装。当维钦托利离开奥皮杜姆时，他的军队将武器扔到城墙上，以便尤利乌斯·凯撒能够亲眼看到他们解除武装的现实。让-路易·布吕诺认为，他可能不是单独到达的，而是被百夫长用锁链锁住的。:301
这一失败既源于敌人的后勤优势，也源于民众与不习惯共同战斗的各高卢领导人之间缺乏理解，以及动员救援部队的拖延。
高卢联盟的剩余部分首先由援军首领卢克特里乌斯（Lucterios）领导抵抗，直到公元前51年乌克塞洛杜努姆（Uxellodunum）陷落。在那里，这座城市经历了可怕的惩罚：那些拿起武器对抗罗马的人的手被截断（可能是左手，戴着盾牌，在军事行动中服役，但很少用在工作中，当然也不是双手全部截断，希尔提乌斯记录中的manus一词是单数）。

#### 维钦托利之死
尤利乌斯·凯撒展示了维钦托利作为战利品，象征着他在高卢的长期军事行动，以期他在罗马取得胜利，这种向人群展示埃米利乌斯·保卢斯将军的杰出俘虏的方式:309。他被关押在马梅尔定监狱，直到凯撒在前46年8月到9月举行凯旋式。然而，我们必须谨慎看待这一版本，罗马没有虐待战败领导人的习惯，事实上，重要的是让他们富有健康，这样罗马军队的胜利只会更加伟大。
在罗马凯旋式的游行中，被著名将军击败的首领跟随参议院议员游行，通常在仪式结束时处决他们。因此，维钦托利这一场合展出，被锁在凯撒的战车后面。由于没有一位与凯撒同时代的历史学家提到过阿维尔尼人的处决，人们可能从古代就怀疑他是否真的被处死，并认为维钦托利和他的前任阿维尔纳国王比图伊图斯一样，享有自由制度。他最后几年住在别墅里，而不是地牢里，最终在参议院的压力下被处决，违背了尤利乌斯·凯撒的意愿。事实上，重要的是要记住这两个相互钦佩的人所表现出的文化和远见，因此他们可能是朋友。让-路易·布吕诺认为，政治必要性优先于所有其他考虑：凯撒会让维钦托利的狱卒在监狱里勒死他，可能是在凯旋式后的几个小时内，从而使他的象征性敌人成为赎罪的受害者（这将是一个慷慨的姿态，避免了他遭受的许多残酷折磨）。通过这次谨慎的死亡，他将抹去阿维尔尼首领的英雄命运:311。以前在教科书中教授的经典版本采用了在深坑中缓慢痛苦或饥饿死亡的理论，他的尸体随后在被扔进台伯河之前公开暴露在哀伤阶梯上。
罗马图里亚努姆（马梅尔定监狱）展出的（现代）石桌列出了被监禁和处决的囚犯名单。维钦托利标注为decapitato（“斩首”）。

### 维钦托利的形象
由于从未发现代表维钦托利的古代雕塑，19世纪的画家、插图画家和雕塑家，如巴托尔迪，不得不展开想象进行创作。为了做到这一点，他们受到了尤利乌斯·凯撒和古代作家文学描述的启发，将高卢人描绘成高大、毛茸茸、留着胡子，但出土的高卢硬币则描绘他们面部相当清爽（无须）、短发和卷发。
唯一已知的可能代表维钦托利生前的物品是硬币。自20世纪50年代和60年代让-巴普蒂斯特·科尔贝尔·德·博略（Jean-Baptiste Colbert de Beaulieu）挖掘的古币彻底改变了高卢货币学，已经有25枚斯塔特（金币）以维钦托利的名义出现，以及两枚铜币。这些硬币很有趣，因为它们上面是一幅名为维钦托利的突出肖像，面部无须，头发短而卷曲，与传统教学图像中的大胡子头盔战士相反。

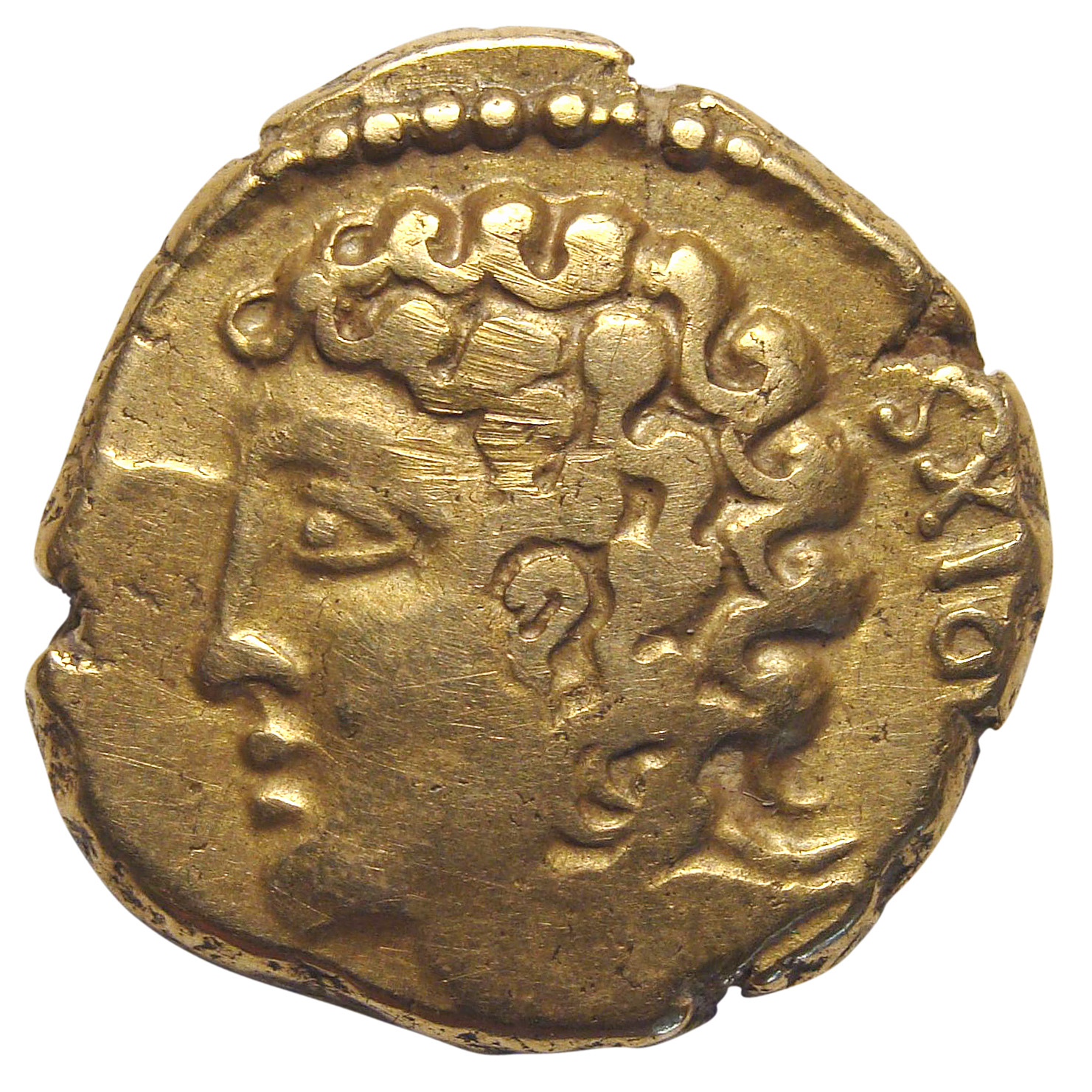
维钦托利头像斯塔特，收藏于里昂美术馆钱币部

因此，我们是否必须能得出结论，这些钱币上出现的轮廓-没有任何特殊性-代表了维钦托利？一些学者的回答是否定的，他们倾向于希腊化的形象，一个可能是太阳神阿波罗。布里吉特·菲舍尔（Brigitte Fischer）追随让·巴蒂斯特·科尔贝尔·德·博略的脚步，认为这些硬币上面是太阳神阿波罗的形象，模仿了马其顿腓力二世的形象:232。另一方面，让-路易·布吕诺认为，这些斯塔特确实是维钦托利的唯一形象代表：据他说，如果腓力二世斯塔特上的阿波罗形象被公元前3世纪的高卢货币雕刻师用作模型。但在公元前1世纪的情况不再如此。事实上，在维钦托利的斯塔特上，铭文出现在肖像下方-与腓力二世的斯塔特不同-表明这确实是高卢首领的肖像。:132-133

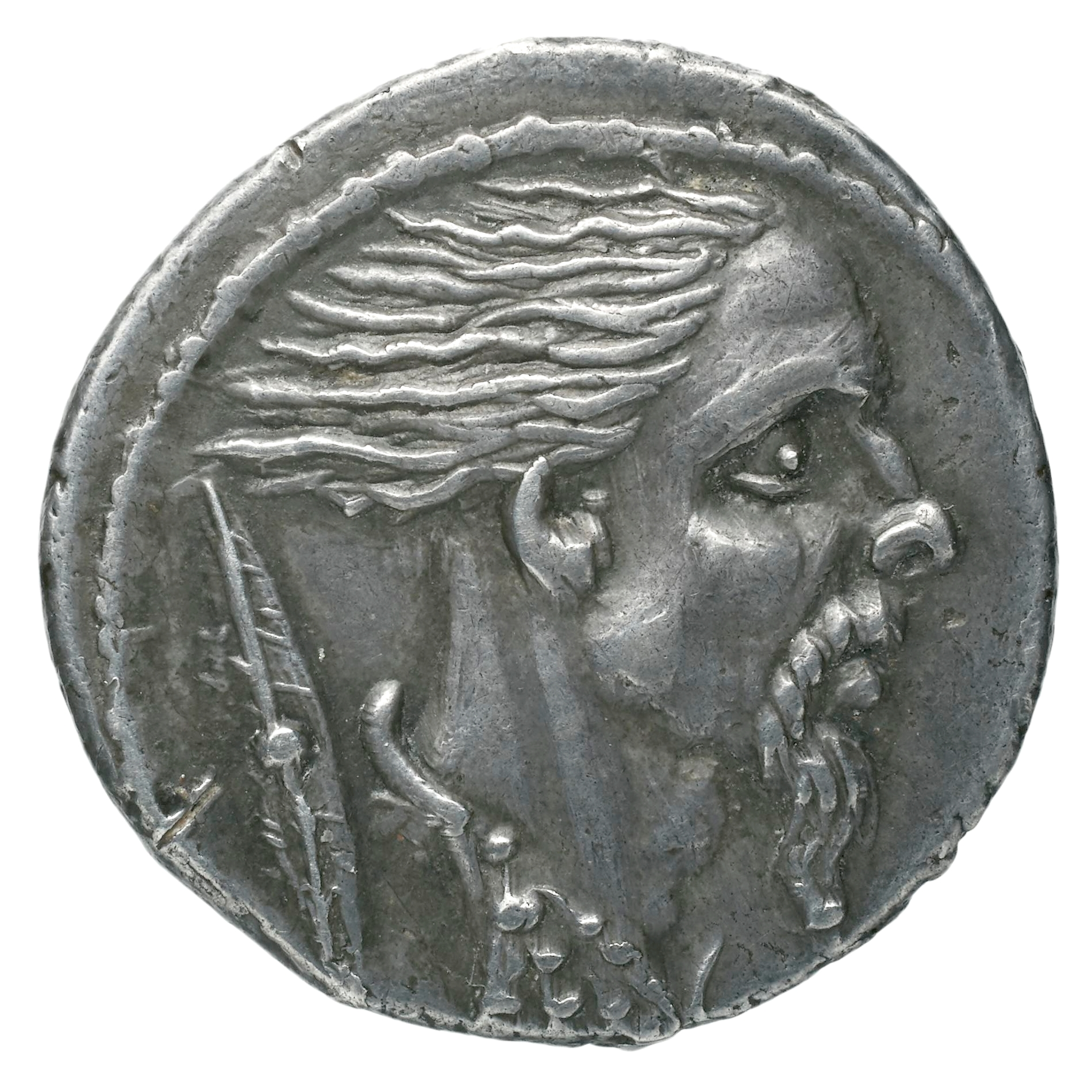
罗马出土的前48年的第纳尔，正面有一个可能是维钦托利或者代表被征服的高卢民族的形象，反面有胜利女神维多利亚

自相矛盾的是，维钦托利的真实面目可能并未出现在高卢硬币上，而是出现在公元前48年铸造的罗马第纳尔上。由L.霍斯蒂略斯·萨塞尔纳发行 。它展示了一幅高卢首领的肖像，他疲惫不堪，瘦弱的脸，长发，留着胡须和山羊胡，头后戴着一个带棘刺的高卢盾牌。另一面显示了一个御夫驾驶着一个双轮战车，上面是一个裸体的高卢战士，挥舞着长矛，手持盾牌。注意到这枚硬币是尤利乌斯·凯撒的一位亲戚在维钦托利被囚禁在罗马时铸造的，一些钱币学家认为这可能是维钦托利本人的肖像。事实上，在这种货币诞生时，维钦托利是罗马最著名的高卢人，很可能成为雕刻师的典范。其他人认为，这幅肖像描绘了一个比当时（约32岁）的维钦托利年长的人物，并认为这是寓意“罗马战胜了高卢人”。
罗马人自豪地在他们的硬币上展示了战败民族的战利品（戴着镣铐的战士）或他们著名的象征（武器、凯尔特战争小号），但货币上面出现敌人首领实属少见。霍斯蒂略斯·萨塞尔纳的设计可以解释为希望呈现一个非凡的人物，高卢人的统一者维钦托利。他瘦弱的肖像要么反映了他四年的艰苦囚禁，要么反映了他愿意展现出一个有声望的敌人虚弱和绝望的一面。
考古学家让-路易斯·布吕诺提醒我们，在任何情况下，维钦托利的肖像都不符合高卢人的传统造型，他们带着斗篷，赤裸躯干，头发浓密（蓬松，有时留着发髻，长着垂下的胡子）。事实上，阿维尔尼贵族早已放弃了这套服装，转而采用马赛（希腊）或罗马的时尚，即拥有干净无毛的脸庞和短发，并穿着罗马长袍。:257

## 法国历史中的维钦托利
直到19世纪，法国历史学家将他们的工作重点放在法兰克人的起源（例如，所谓的特洛伊王朝起源）和第一批墨洛温国王上。然而，一些历史学家试图阐明高卢人的起源，并从纯粹的历史角度或从政治思想的角度阐释维钦托利：例如，西皮翁·迪普莱（1569-1661），在1619年出版的《高卢人回忆录》（第373-388页）。
1581年，《王子对人民的合法权力和人民对王子的权力条约》的作者（化名）以维钦托利为例，支持其作品的主要论点：“安比奥里克斯，埃布隆或列格昂的国王，承认在高卢王国时期，合法集会的人民对国王的权力不亚于国王对人民。这也出现在维钦托利身上，他在人民议会面前证明了自己的行为是正确的”（第120页）。
1629年，让·鲍丹在《共和国的六本书》中谈到了维钦托利。
19世纪，维钦托利的形象被“重新发现”，高卢人对法国历史的重要性也凸显出来。这一重新发现是阿梅代·蒂埃里（Amédée Thierry）的作品，他于1828年出版了《高卢历史》（Historire des Gaulois depuis les temps des plus récules），其中维钦托利被称为“高卢独立”的捍卫者。尽管他密切关注凯撒的文本，但他给出了一个生动而浪漫的版本，使他的作品获得了巨大的成功。在第二帝国时期，奥马勒公爵于1858年在《两世界评论》上发表了一项研究，其中他重新考虑了保皇派史学，通过墨洛温王朝（以克洛维国王为第一位）、加洛林王朝和卡佩王朝介绍了法国，并宣布维钦托利是“第一个法国人”。亨利·马丁（Henri Martin）在其《法国人民史》（Historire de France Popularire，1867年至1875年）中以“民族”的方式庆祝了高卢人的蓝色眼睛和金色头发及其领导人，包括维钦托利。另一位历史学家雷米·马莱（Rémi Mallet）写道：“亨利·马丁成功地为法国和法国人民提供了真实而富有同情心的祖先[…]。他成功地普及并明确承认了维钦托利的存在。”

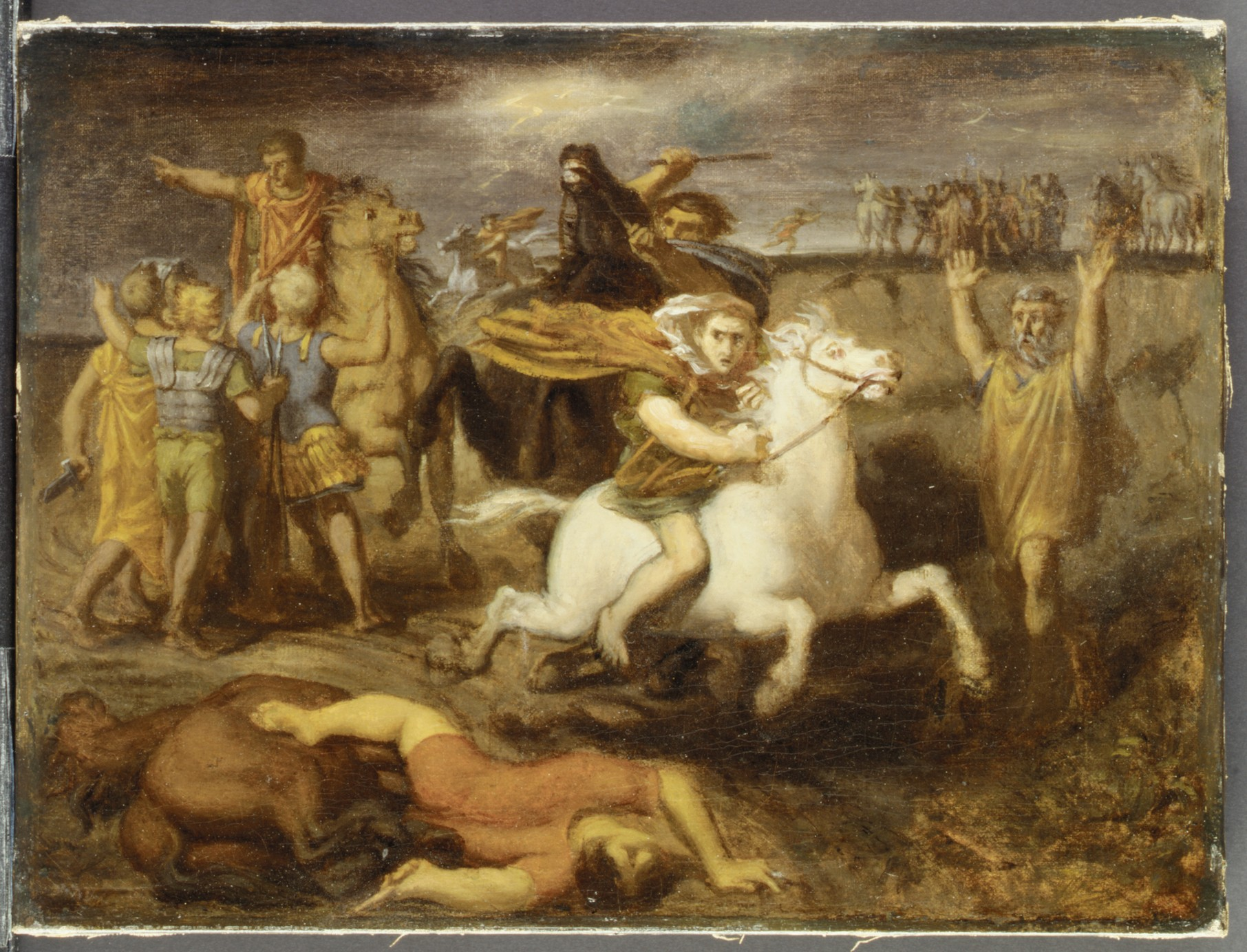
反应高卢战争的画作，爱杜依贵族利塔维库斯背弃罗马盟约前往日尔戈维亚支持维钦托利，泰奥多尔·夏塞里奥作于1838-1840年，收藏于纽约大都会艺术博物馆

### 拿破仑三世的“幸福”失败

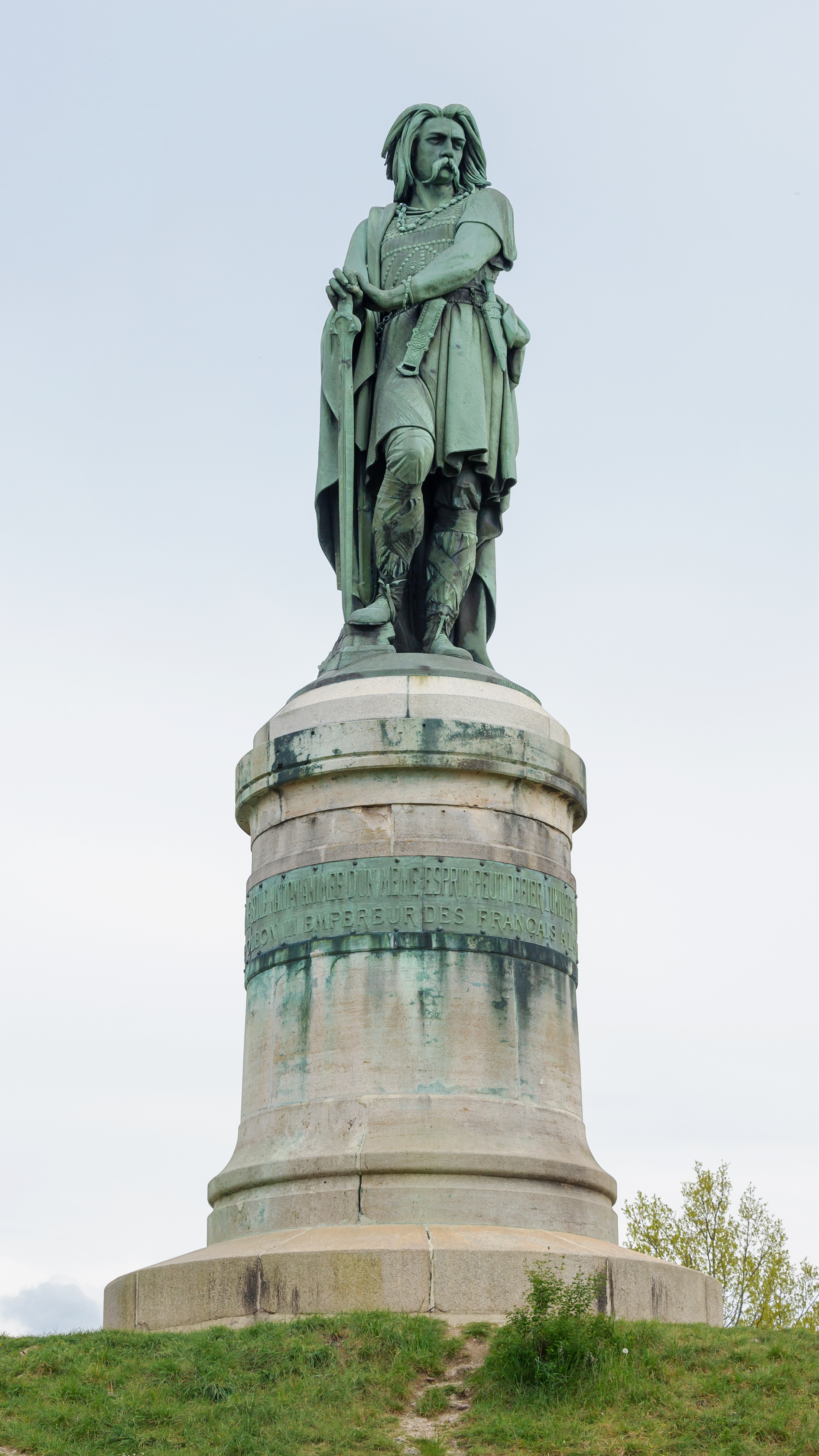
位于阿利斯圣雷娜的维钦托利雕像，位于阿莱西亚的遗址上

拿破仑三世在他的《尤利乌斯·凯撒传》（1865-1866年）中写道，他打算为行使威权辩护，并表明“凯撒主义给人民带来幸福”：“在纪念维钦托利的同时，我们不允许哀叹他的失败。让我们钦佩这位高卢领导人对国家独立的真诚热爱。但我们不要忘记，正是罗马军队的胜利造就了我们的文明：制度、习俗、语言，一切都来自征服。因此，我们更多的是胜利者的子孙，而不是被征服者的子孙。”1865年，拿破仑三世在阿尔及利亚发表演讲，告诉阿尔及利亚人，被击败后，他们将像高卢人一样，以新的秩序复兴新的文明。与维钦托利一样，他们的失败以胜利开始。
然而，在研究尤利乌斯·凯撒的过程中，拿破仑三世对高卢产生了兴趣，他认为凯撒是“野蛮人”土地上文明的载体。它有助于重新发现和展示高卢人民的历史。
1866年，皇帝在勃艮第第戎西北60公里的阿利斯圣雷娜，由埃梅·米莱（Aimé Millet）竖立了一座7米高的维钦托利雕像，这座雕像据称是由欧仁·斯托菲尔上校在阿莱西亚围攻战的地点挖掘的。在由建筑师欧仁·维奥莱-勒-杜克设计的基座上，我们可以看到：
统一的高卢
形成一个国家，
由同一精神驱动，
可以挑战宇宙。
在欧洲民族主义的鼎盛时期，维钦托利的形象将在塑造法国的民族刻板印象方面发挥重要作用，就像德国的阿米尼乌斯一样。

### 第三共和国的高卢英雄
最重要的是，在第三共和国时期利用维钦托利，坚持其作为抵抗侵略者的英雄角色，并象征着法国的本质。这一宣传旨在通过在1870年输给新统一的普鲁士和德国之后激起复仇主义情绪来提升法兰西爱国主义。高卢爱国者反抗侵略者的形象在教科书中得到了放大，其中包括一篇文章：“高卢被罗马人征服，尽管我们历史上第一位英雄高卢·维钦托利进行了英勇的防御。”这一历史愿景在著名的《两个孩子的环法自行车赛》书中被G·布鲁诺所接受，该书于1877年出版，在接下来的三十年中印刷了700万份，其中一章让年轻的阿尔萨斯人与奥弗涅的一名学生对话：
你想拥有哪一个，年轻的高卢人的英雄灵魂，你祖先的捍卫者，还是罗马征服者雄心勃勃、麻木不仁的灵魂？
-哦！朱利安读到这篇文章后激动地喊道：我毫不犹豫，我宁愿忍受维钦托利所遭受的一切，也不愿像凯撒那样残忍。
直到卡米尔·朱利安（Camille Jullian）于1901年出版了《维钦托利》一书，才最终形成了维钦托利的现代形象。卡米尔·朱利安写道：“所有国家和所有倾向的历史学家，那些只蔑视高卢人弱点的人，那些因思想的幻影而忘记人类生活的人，以及那些拒绝寻找英雄的人，他们是以高卢的名义鞭笞法国的德国人，法国人害怕屈服于他们的爱国主义，他们都对维钦托利的牺牲表示尊重。如果他失败了，那主要是其他人的错。[…]在他和凯撒之间，我毫不犹豫，他是真正的英雄，值得指挥人们，取悦众神。但正如诗人所说，当时的神并不喜欢被征服的国家。”正如法兰西公学院卡米尔·朱利安的继任者阿尔贝·格雷尼耶（Albert Grenier）所说：“在寻找维钦托利时，朱利安找到了高卢。”从那时起，它不断被澄清，尽管人们已经看到，关于他的生活的确切细节仍然主要基于对凯撒杰出的政治文本的批判性阅读。
今天，与促使他晋升为民族英雄的历史环境相去甚远，维钦托利的形象仍然是法国民族身份的有力象征之一，其灵感来自于记忆中僵化的早期史学传统。毫无疑问，比其他任何东西都更重要的是，关于法国人起源知识的不确定性维持了它所包含的神话部分。

## 人物角色和表现
随着高卢人和维钦托利从历史上消失了18个多世纪，直到19世纪才在雕像或绘画中出现。我们必须等到1865年，才能看到官方的纪念性雕像，分别位于阿利斯圣雷娜（米莱作，1865年）和克莱蒙费朗（弗雷德里克·奥古斯特·巴托尔迪作，1903年）。在20世纪，维钦托利和尤利乌斯·凯撒在德龙省的欧特里沃奇特的邮差薛瓦勒之理想宫的三座荣誉雕像中的两座雕像中获得了同等的地位。
19世纪创作了许多维钦托利、埃皮纳勒图像和绘画作品：贝尔旦在1867年沙龙、沙特鲁瑟在1877年沙龙，穆利在1886年沙龙、塞戈凡在1911年沙龙。
作为多姆山省的激进人物，埃蒂安·克莱门特尔（Étienne Clémentel）与歌词作者约瑟夫·亨利·卢威克（Joseph Henri Louwyck）和作曲家约瑟夫·康特卢布（JosephCanteloube）一起为他创作了一部四幕抒情史诗，于1933年6月26日在加尼耶歌剧院（Opéra Garnier）首演。

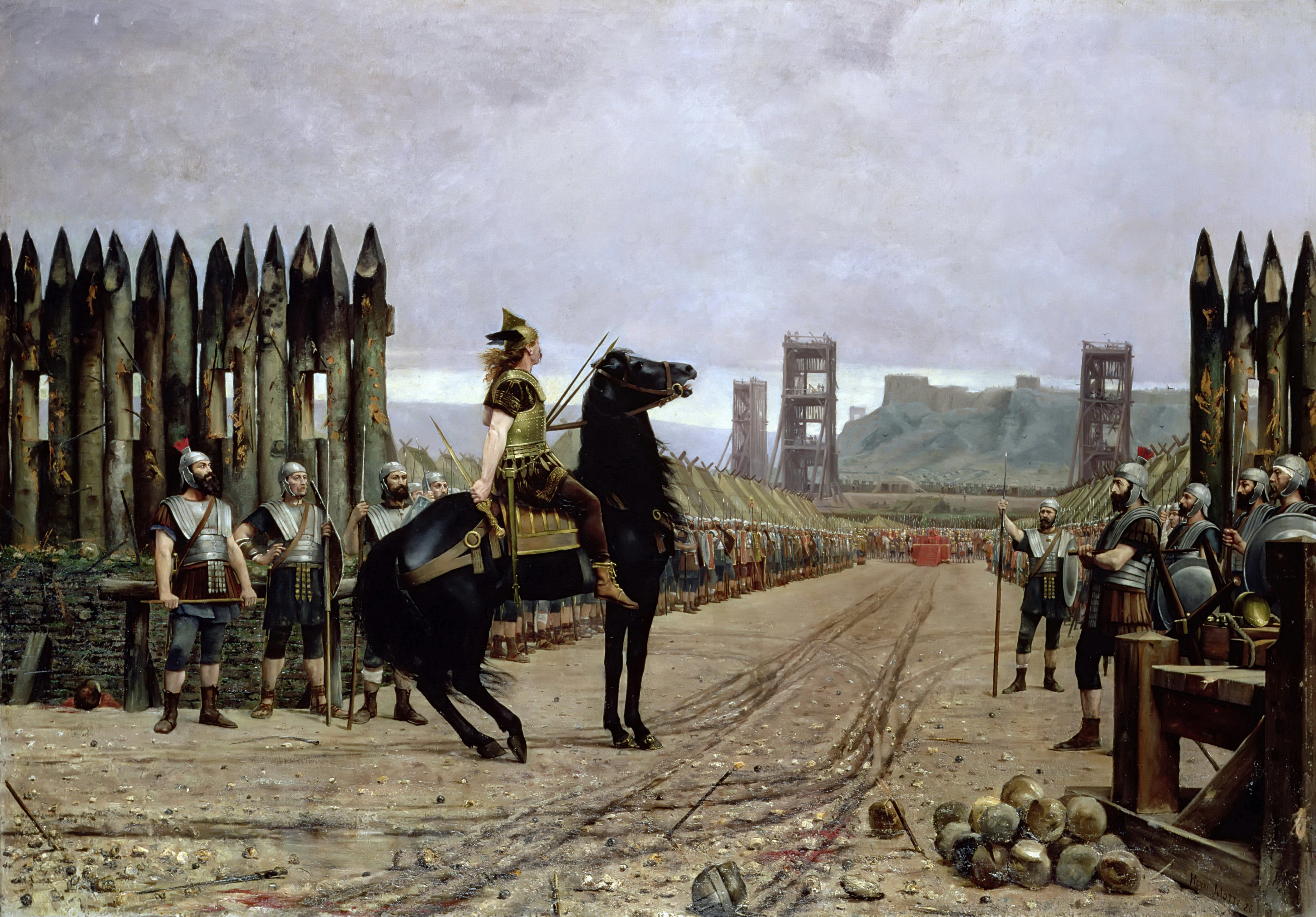
维钦托利向凯撒投降，亨利-保罗·莫特画作，1886年

### 漫画
勒内·戈西尼（RenéGoscinny）和阿尔伯特·乌德佐（Albert Uderzo）创作的《阿斯泰利克斯历险记》（Asterix）系列的许多卷都提到了这一点。此外，几张专辑再现了阿莱西亚战役后阿维尔尼国王投降的场景。在1959年出版并于1961年作为专辑发行的第一卷《高卢人阿斯泰利克斯》（Asterix le Gaulois）的开场场景中，维钦托利被描绘成不是“往自己脚下”而是向尤利乌斯·凯撒的脚扔武器，这是对莱昂内尔·罗瓦耶（Lionel Royer）绘画的“图形模仿”。作为一个“令人反感和颠覆性的新奇”，这一“关键场景”在1968年出版的第十一卷《阿维尔尼之盾》中几乎完全相同：罗马将军高喊“哇！”然后跳起来，抱着疼痛的四肢，而高卢首领则穿着尊严的衣服，面容冷漠，双臂交叉。荒谬描写的目标是凯撒，但保留了维钦托利，他的盾牌-防御武器的象征，因此高卢抵抗运动的优点-构成了冒险的麦高芬。这种描述并没有抹去民族神话“在占领期间最近的抵抗中复兴”。
维钦托利在1971年出版的第十七卷《神之领域》中以非常不同的方式出现。专辑中的一个篇章描绘了阿维尔尼国王的顺从态度，他跪下，低着头，以罗马的方式向胜利者致敬，这与凯撒在他的顾问面前描绘场景的观点一致。在这种情况下，独裁者以第三人称单数谈论他，暗喻他在高卢战记中使用的风格。
小说家皮埃尔·马尔莱（Pierre Marlet）得出结论，阿斯特里克斯系列“并没有摧毁维钦托利的神话，但它通过将残酷的胜利者变成小丑，与传统的圣徒传记保持距离。”
直到2019年，该系列的第三十八部作品《维钦托利之女》才被提及。这张专辑出现在该系列60周年之际，是让-伊夫·费里（Jean-Yves Ferri）和迪迪埃·康拉德（Didier Conrad）二人组的第四张专辑，他们在2013年乌德佐之后接手了该系列，也是第一张在标题中使用维钦托利名称的专辑。在这张专辑中，阿斯特里克斯村迎来了一个名叫阿德雷娜琳的年轻女孩，她由两名阿维尔尼战士护送，被介绍为伟大的高卢首领的女儿，之前在阿莱西亚被击败。
雅克·马丁（Jacques Martin）撰写和绘制的漫画系列《阿利克斯》（Alix），其中角色出现了两次，第一次出现在1956年出版的《金狮身人面像》第二卷中，在专辑开始时目睹了阿莱西亚战役，最终导致维钦托利投降并入狱；然后，显示他长着黑色长发和胡子，这符合当时艺术对高卢人物的描绘。第二次出现在同名专辑《维钦托利》中，这是1985年发行的第18卷，以维钦托利在庞培和凯撒之间的斗争中的角色为中心，讲述了他在阿莱西亚战败后入狱后可能遭遇命运的虚构事件。这一次，他的外表与他第一次露面大不相同：他剃光了脸，卷曲的红发，并短得多；这一变化的原因是，由于考古发现，他与现在已知的高卢贵族的形象更加一致，以及他在阿莱西亚战役后被监禁在罗马经过梳洗。
拉鲁斯出版的《漫画法国历史》的第一张专辑名为《从维钦托利到维京人》，第一部分是高卢战争的换位，名为《维钦托利-凯撒》（第一张专辑于1976年10月1日发行）。
Vae Victis！系列第11卷，《凯尔蒂尔-维钦托利》于2001年出版，专门献给他。本系列的其余部分描述了高卢战争的一些情节，从阿瓦里库姆围攻到阿莱西亚围攻。在本系列中，“维钦托利”一词被视为一个标题，而不是一个专有名称，角色被称为凯尔蒂尔（Celtill）。这个角色也出现在该系列的其他剧集中，可以一窥他在成为阿维尔尼国王之前的生活。
西尔维奥·卢奇萨诺（Silvio Luccisano）、让·路易斯·罗德里格斯（Jean-Louis Rodriguez）、克里斯托弗·昂萨尔（Christophe Ansar）、让-玛丽·米肖（Jean-Marie Michaud）、洛朗·利贝萨尔（Laurent Libessart）、埃里亚梅尔（Eriamel）和卢多维奇·戈博（Ludovic Gobbo）的专辑《阿莱西亚》（Alésia）于2011年9月由阿索尔历史与漫画公司（Assor Hist&BD）和阿莱西亚公园博物馆联合出版，主要关注阿莱西亚之战的细节。
维钦托利作为尤利乌斯·凯撒初期的盟友出现在塔里克和文森特·蓬佩蒂（Vincent Pompetti）于2012年出版的《高卢战争》第一卷中。
埃里克·亚当（Éric Adam）、迪迪埃·康瓦尔（Didier Convard）、斯特凡·布尔丹（Stéphane Bourdin）和弗雷德·维尼奥（Fred Vignaux）的专辑《维钦托利》是由格莱纳（Glénat）出版的“他们创造了历史（Ils ont fait l‘Historire）”系列中献给他的。它讲述了高卢战争的事件。
西尔维奥·卢奇萨诺（Silvio Luccisano）、让-路易·罗德里格斯（Jean-Louis Rodriguez）和克里斯托弗·昂萨尔（Christophe Ansar）的专辑《日尔戈维亚》（Gergovie）讲述了阿瓦里库姆和日尔戈维亚围攻战。

### 影视作品
- 1909年：夏尔·帕泰（Charles Pathé）制作的无声短片《维钦托利》于1909年1月8日在巴黎上映，场景丰富多彩。[59]
- 1967年：雷·戈森斯（Ray Goossens）执导的法国-比利时动画电影《高卢人阿斯特里克斯》（Asterix le Gaulois）一开始，维钦托利在尤利乌斯·凯撒脚下短暂露面，就像动画改编的专辑一样。迄今为止，维钦托利唯一一次出现在动画电影就是在《阿斯特里克斯历险记》系列影片中。
- 2001年：雅克·多夫曼（Jacques Dorfmann）和克里斯托弗·朗贝尔（Christophe Lambert）主演的法国电影《维钦托利：德鲁伊国王传奇》。
- 2002年：乌里·埃德尔执导电影《尤利乌斯·凯撒》，德国演员海诺·费尔希饰演维钦托利。
- 2005年：《罗马》：在HBO制作的这部美国电视连续剧中，乔瓦尼·卡尔卡尼奥（Giovanni Calcagno）饰演的维钦托利出现在第1季的两集中：第1集《鹰旗迷踪》和第10集《非凡卓越》。
- 2007年：《维钦托利：勇士之王，民族英雄，最后的高卢人…》，由热罗姆·普里厄拍摄的纪录片三部曲，艺术DVD出版。
- 2011年：《阿莱西亚，裸王的梦想》，由吉勒·布斯塔尼和克里斯蒂安·布斯塔尼执导，卡洛·勃兰特饰演尤利乌斯·凯撒。这部电影是在阿莱西亚遗址的阿莱西亚博物馆公园永久展览的一部分。[60]
- 2014年：《历史的秘密-尤利乌斯·凯撒或罗马的荣耀》，由斯特凡·贝恩介绍的历史文献片。
- 2015年：《最后的高卢人》，塞缪尔·蒂尔曼（Samuel Tilman）的动画纪录片，罗曼·奥格劳（Romain Ogerau）给维钦托利配音。
- 2021年：《罗马人对阵高卢人，一战定乾坤》，由托马斯·里什执导，史蒂芬·杰佐·旺尼耶编剧的纪录片，制作RMC发现频道制作。[61]
- 2023年：《历史的秘密-维钦托利，高卢第一人》，由斯特凡·贝恩介绍，朱利安·普瓦诺制作，萨缪尔·格劳梅饰演维钦托利。

### 文学
- 乔治·波尔多诺夫，《维钦托利：法国历史的真正开端》，巴黎，皮格马利翁/G.瓦特勒出版社，2001年，227页（ISBN 978-2-857-04514-4）
- 罗杰·卡拉蒂尼，《法国历史上的大骗局 第1卷：从维钦托利到拿破仑》，塞纳河畔讷伊，拉丰出版社，2004年，298页（ISBN 978-2-749-90181-7）
- 让·马尔卡莱，《维钦托利》，巴黎，阿歇特出版社，1982年，272页（ISBN 2-010-08692-9）
- 让-米歇尔·蒂博，《维钦托利》，巴黎，普隆出版社，1994年，355页（ISBN 2-259-02723-7）
- 让·塞维兰，《维钦托利》，罗伯特·拉丰出版社，1992年（ISBN：9782221038215）
- 乔治·博尔多诺夫，《维钦托利》，口袋出版社，2000年（ISBN 9782266105897）
- 弗朗索瓦·米热阿，《他的名字将是维钦托利》，罗伯特·拉丰，2006年（ISBN 9782221103746）
- 卡米耶·朱利安，《维钦托利》，塔兰迪尔，2012年（ISBN：9782847349771）
- 丹尼埃尔·波尔特，《维钦托利：让凯撒颤抖的男人》，椭圆出版社，2013年，（ISBN 9782729876531）
- 让-路易·布吕诺，《维钦托利》，加利马尔出版社，2018年，（ISBN 9782070178926）

### 电子游戏
- 1998年：维钦托利出现在由全效工作室开发并由微软发布的《帝国时代：罗马的崛起》中。
- 2003年：维钦托利出现在由Pyro工作室开发并由Eidos Interactive发布的《罗马执政官》（Praetorians）中。
- 2013年：维钦托利出现在由创意组合开发并由世嘉出版的《全面战争：罗马II》中。

这三款电子游戏都是为在个人电脑上玩而设计的即时策略游戏。在这三场发生在古罗马时期的游戏中，维钦托利作为高卢人的领袖和罗马战役中的敌人出现，从凯撒的视角追溯了高卢战争。

### 钱币学
维钦托利出现在2012年由巴黎钱币博物馆发行的10欧元银币上，代表他的家乡奥弗涅。
维钦托利出现在2012年由阿莱西亚博物馆公园发行的纪念奖章上，可在现场购买。他的上身以艾梅·米莱（AiméMillet）于1866年雕刻的阿利斯圣雷娜（Alise-Sainte-Reine）雕像的姿势为蓝本。

## 备注
1. ↑  Adulescentia是行使法官职位之前的年龄：30岁是一个人在罗马成为真正成年人的年龄，也是一个人可以申请荣誉课程的第一个法官职位的年龄。
2. ↑  维钦托利通过领导焦土战术或在战争战役中建立“罗马式”的高卢营地来实施这些策略。
3. ↑  根据凯撒的说法，有250,000名步兵和8,000名骑兵；根据普鲁塔克的说法，300,000名战士。
4. ↑  《高卢战记》的描述
5. ↑  如维吉尔的埃涅阿斯纪第8卷
6. ↑  在马萨利亚（古马赛）的古代硬币上发现了非常相似的肖像，与维钦托利无关。
7. ↑  他高贵地披着一件带腓骨的帕卢达门图姆（古罗马贵族使用的斗篷）